# Francisco de Serra e Moura
Pour les articles homonymes, voir Serra et Moura (homonymie).
Francisco José de Serra e Moura est un ⁣⁣footballeur⁣⁣, ⁣ ⁣⁣portugais⁣⁣, ⁣ né le 3 juin 1898 à Lisbonne et mort le 25 juin 1930. Il évoluait au poste de milieu de terrain.

## Biographie

### En club
Il joue principalement au Sporting Portugal et à l'União de Lisboa durant sa carrière,.
Il a disputé le championnat de Lisbonne alors que la première division portugaise n'existait pas encore. Avec le Sporting Portugal, il est notamment Champion de Lisbonne en 1925 et 1928,.

### En équipe nationale
International portugais, il reçoit trois sélections en équipe du Portugal entre 1928 et 1930.
Le 1er avril 1928, il dispute un match contre l'Argentine (match nul 0-0 à Lisbonne).
Le 12 janvier 1930, il joue contre la Tchécoslovaquie (victoire 1-0 à Lisbonne).
Son dernier match est disputé le 8 juin 1930 contre la Belgique (défaite 1-2 à Anvers).

## Palmarès
Avec le Sporting Portugal
- Champion de Lisbonne en 1925 et 1928